# Vertaalgeheugen
Een vertaalgeheugen of TM (Engels: translation memory) is een database waarin tijdens het vertalen zinnen en zinsneden uit bron- en doeltaal tezamen zijn opgeslagen, met als doel het vertaalwerk te vergemakkelijken en te uniformeren. Het wordt veelal door technische vertalers en vertaalbureaus gebruikt.

## Werking
De database bestaat uit zinnen ('segmenten' genaamd) in bron- en doeltaal en aanvullende informatie over de vertaling, zoals de naam van de vertaler, datum van laatste wijziging etc. Tijdens het vertalen wordt de database voortdurend afgezocht om te controleren of een zin al eerder is vertaald zodat de vertaling opnieuw gebruikt kan worden. Ook als een nieuw te vertalen zin sterk overeenkomt met een eerder vertaalde zin, resulteert dit in een 'match' waarbij de vertaler de eerdere vertaling alleen nog maar hoeft te redigeren in plaats van helemaal opnieuw te vertalen.
Een te vertalen tekst kan, mits elektronisch beschikbaar, door een vertaalgeheugensysteem worden geanalyseerd om een exacte telling te bepalen: het aantal nieuw te vertalen woorden, het aantal woorden in zinnen die binnen de tekst herhaald worden, het aantal woorden in zinnen die identiek zijn aan zinnen die in de database zijn opgeslagen, en het aantal woorden in zinnen die gelijkenis vertonen met zinnen in de database.
Een vertaalgeheugen is een hulpmiddel voor een vertaler en moet daarom onderscheiden worden van een volledig automatische computervertaling.
Een vertaalgeheugen wordt vaak gebruikt samen met een geautomatiseerd vertaalsysteem of CAT-tool. Dergelijke software die gebruikmaakt van een vertaalgeheugen, wordt soms Translation Memory Manager (TMM) genoemd.

## Voor- en nadelen

### Voordelen
- Volledigheid: de meeste systemen met vertaalgeheugens accepteren geen onvertaalde segmenten.
- Tijd: hoe meer zinnen eerder vertaald zijn en uit de database kunnen worden overgenomen, hoe sneller een vertaling geleverd kan worden.
- Uniformiteit: zinnen die eerder zijn vertaald, worden bij updates en bij nieuwe versie van het document op exact dezelfde wijze vertaald als ze uit de database worden gehaald. (Dit is vooral belangrijk wanneer meerdere vertalers aan hetzelfde project werken of wanneer bijvoorbeeld een handleiding is aangepast voor een nieuwe versie van het product.)
- Kostenreductie: eerder vertaalde zinnen worden door vertalers en bureaus doorgaans tegen een lager tarief aangeboden.

### Nadelen
- Beperking: vertalers worden beperkt in de vrijheid waarmee ze een tekst kunnen vertalen of wijzigen. Er kan alleen nog maar zin voor zin vertaald worden, wat strijdig is met het primaire vertaalprincipe dat de tekst moet worden vertaald en niet de zinnen.
- Proces: het gehele vertaalproces moet afgestemd worden op de werkwijze met een vertaalgeheugen.
- Techniek: niet alle bestandsindelingen worden ondersteund.
- Kwaliteit: als vertaalgeheugens niet goed worden bijgehouden, kan het gebeuren dat foutieve vertalingen in de database worden opgeslagen die later opnieuw gebruikt worden.
- Gemakzucht: wie een complete vertaling aangeboden krijgt, zal, ook al is de vertaling slecht, geneigd zijn om er toch gebruik van te maken.